# Teleférico de São Vicente

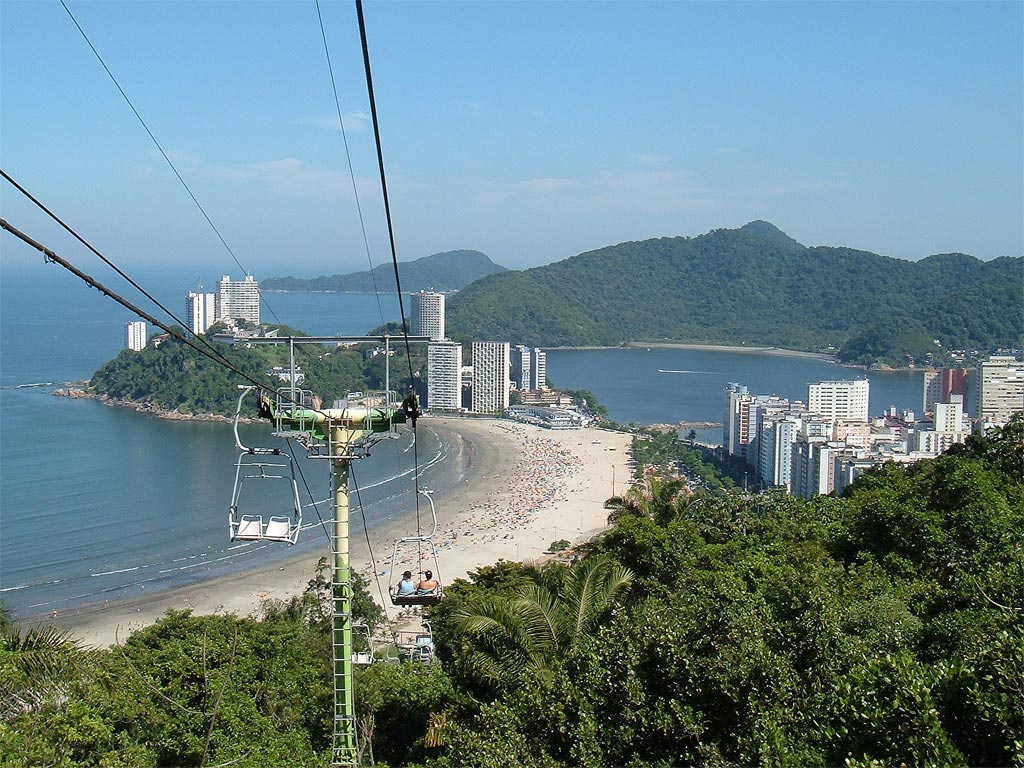
Gôndolas em operação, com a Ilha Porchat ao fundo.

O Teleférico de São Vicente é um sistema de teleférico que opera no município brasileiro de São Vicente, localizado no estado de São Paulo. Liga a Praia do Itararé ao alto do Morro do Voturuá, possibilitando vista para o Morro do Japuí.
O teleférico possui uma extensão de cerca de 700 metros, dos quais 560 metros são percorridos sobre a Mata Atlântica. Opera a uma velocidade de 3,8 km/h, possibilitando um tempo de viagem de cerca de 11 minutos. Inaugurado em 2002, o sistema, que possui capacidade de transportar até 20 mil passageiros por mês, já transportou mais de 1 milhão de pessoas.